# Kerewan
Kerewan is de hoofdplaats van de Gambiaanse divisie North Bank.
Kerewan telt naar schatting 3000 inwoners.